# 让-吕克·布拉萨尔
让-吕克·布拉萨尔（法語：Jean-Luc Brassard，1972年8月24日—），加拿大男子自由式滑雪运动员。他曾代表加拿大参加1992年、1994年、1998年和2002年冬季奥林匹克运动会自由式滑雪比赛，获得一枚金牌。